# جمنوتية
الفصيلة الجِمْنُوتِيَّة هي فصيلة من سكينيات الشكل الموجودة في المياه العذبة فقط في أمريكة الوسطى وأمريكة الجنوبية. لجميعها أعضاء تتكيف مع الإحساس بالكهرباء الحيوية. تمتلك الأسرة نحو 43 نوعًا صالحًا في جنسين. هذه الأسماك ليلية ويغلب وجودها في المياه الهادئة من الأنهار العميقة إلى المستنقعات. وقد تدفن نفسها في المياه المتدفقة بقوة. أشهر أجناسها الجمنوت.